# Xã Haddon, Quận Sullivan, Indiana
Xã Haddon (tiếng Anh: Haddon Township) là một xã thuộc quận Sullivan, tiểu bang Indiana, Hoa Kỳ. Năm 2010, dân số của xã này là 3.987 người.